# Bold Eagle
Bold Eagle est un cheval de course trotteur français né le 22 mars 2011, fils de Ready Cash et Reethi Rah Jet, par Love You. Élevé par Jean-Étienne Dubois, qui fut son premier propriétaire-entraîneur-driver, il intègre ensuite l'écurie Pierre Pilarski où il est entraîné par Sébastien Guarato et drivé en course par Franck Nivard puis Björn Goop. Double vainqueur du Prix d'Amérique, il est le trotteur français le plus riche de l'histoire, et le deuxième trotteur le plus riche de l'histoire des courses mondiales. Une course, le Prix Bold Eagle, lui rend hommage chaque année à Vincennes.

## Carrière de courses
Sous la férule de Jean-Étienne Dubois, Bold Eagle fait ses premiers pas en compétition sur l'hippodrome de Laval quelques semaines après sa qualification, en septembre de ses deux ans. Débuts peu convaincants, puisque le poulain termine en queue de peloton, mais il s'impose dès la sortie suivante et, n'était une cinquième place pour ses débuts à Vincennes, enchaîne les victoires, progressant rapidement vers l'élite de sa génération, qu'il rejoint avec sa première victoire de groupe dans le Prix de Gien (Gr.3) en juin 2014. Il acquiert ses galons de semi-classique fin août, dans le Prix Victor Régis (Gr.2), sa sixième victoire consécutive, la huitième en dix sorties. C'est le moment que choisit Jean-Étienne Dubois pour opérer une réduction d'effectif. Son jeune champion est acquis à l'amiable par un consortium regroupant Pierre Pilarski (50 %), la famille Bernereau (30 %) et l'écurie Fouquette (20 %). Confié à l'entraîneur Sébastien Guarato et au driver Franck Nivard, il court sous les couleurs de l'écurie Pilarski.
Sous ses nouvelles couleurs, Bold Eagle continue d'aligner les succès et aborde le meeting d'hiver invaincu à 3 ans, avec deux autres semi-classiques en poche, les Prix Abel Bassigny et Jacques de Vaulogé. Immense favori du Critérium des 3 ans, il s'impose en crack, puis s'adjuge en fin de meeting un autre classique, le Prix de Sélection, devant sa compagne d'écurie Billie de Montfort, meilleure femelle de sa génération, appelée à devenir régulièrement sa dauphine au plus haut niveau. La litanie de succès se poursuit, jusqu'en avril et le Prix Gaston Brunet, préparatoire au Critérium des 4 ans. Alors qu'il vient d'aligner douze victoires et qu'il est invaincu depuis un an et demi, Bold Eagle échoue complètement et cette déconvenue, due à un léger problème de santé, le prive d'un nouveau sacre dans un Critérium et le met au repos forcé.

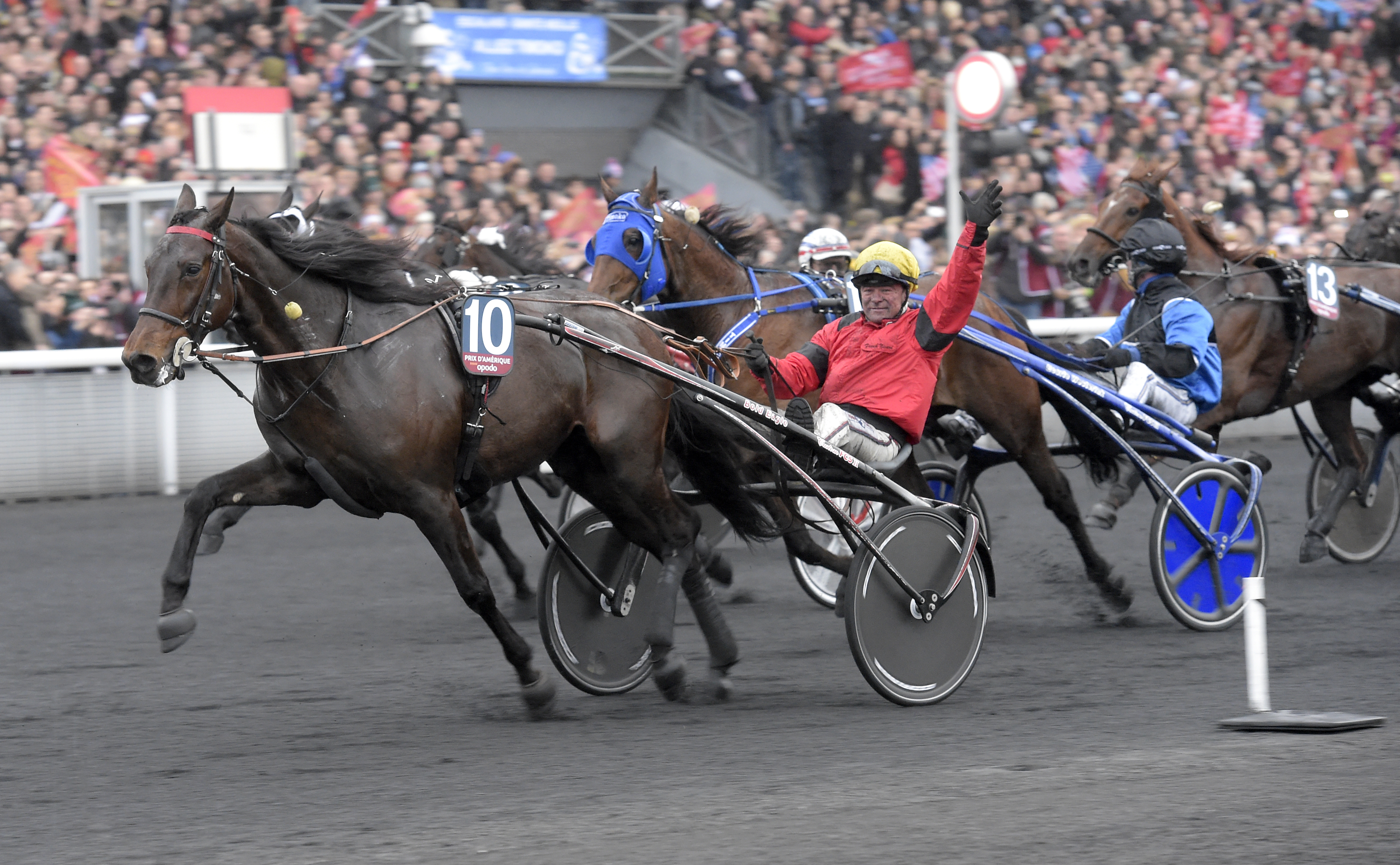
Arrivée du Prix d'Amérique 2016.

Bold Eagle effectue une rentrée victorieuse dans le Prix Jules Thibault, fin août, avant d'étendre sa domination au niveau européen en s'adjugeant, aux dépens de Billie de Montfort, le Grand Prix de l'UET, disputée en 2015 à Wolvega aux Pays-Bas. Il entame son meeting d'hiver par une victoire très facile dans le Prix Octave Douesnel, dans un temps remarquable (1'12"9 sur 2 700 mètres), puis obtient un nouveau sacre dans le Critérium continental, où il abaisse son record à 1'10"5 et se voit automatiquement qualifié pour le Prix d'Amérique, dans lequel sa participation annoncée suscite un grand engouement. Avant la grande course, Bold Eagle s'aligne au départ du Prix de Belgique, qu'il remporte en quelques foulées, pour sa première confrontation avec les chevaux d'âge. Grandissime favori de la 95e édition de l'épreuve-reine, remportée seulement 14 fois par des 5 ans (la dernière fois en 2007 avec Offshore Dream), on lui oppose le champion Timoko, en pleine forme, le tenant du titre Up and Quick, ou encore les Norvégiens Lionel et Support Justice. Mais prenant la tête assez tôt, il contrôle magistralement l'épreuve, ne se laissant jamais approcher par Timoko (2e) et consorts, gagnant de toute une classe en pulvérisant le record de l'épreuve et des 2 700 mètres de Vincennes : 1'11"4 au kilomètre, soit près d'une demi-seconde de mieux sur le parcours que le précédent record (1'11"9 par Royal Dream en 2013). Quinze jours plus tard, il affronte de nouveau Timoko pour une revanche dans le Prix de France. Nanti d'un numéro à l'extérieur derrière l'autostart, comme son rival, Bold Eagle prend la tête avant le dernier tournant et s'échappe en compagnie de son dauphin de l'Amérique, pour une passe d'armes dans la dernière ligne droite dont il sort une nouvelle fois vainqueur. Bold Eagle devient le sixième 5 ans à remporter le Prix de France, et le deuxième cheval de 5 ans à réussir le doublé Amérique/France après Jamin en 1958. En revanche il échoue quinze jours plus tard dans sa tentative de s'adjuger la triple couronne du meeting d'hiver (Prix d'Amérique / de France / de Paris), exploit qui n'a été réalisé que par trois chevaux, et aucun 5 ans (Gélinotte en 1956 et 1957, Jamin en 1959 et Bellino II en 1976) : malgré une bonne course, il doit baisser pavillon face au Norvégien Lionel, un cheval plus frais que lui, n'ayant pas puisé dans ses réserves lors des épreuves précédentes, puisqu'il fut distancé dans les prix d'Amérique et de France,.

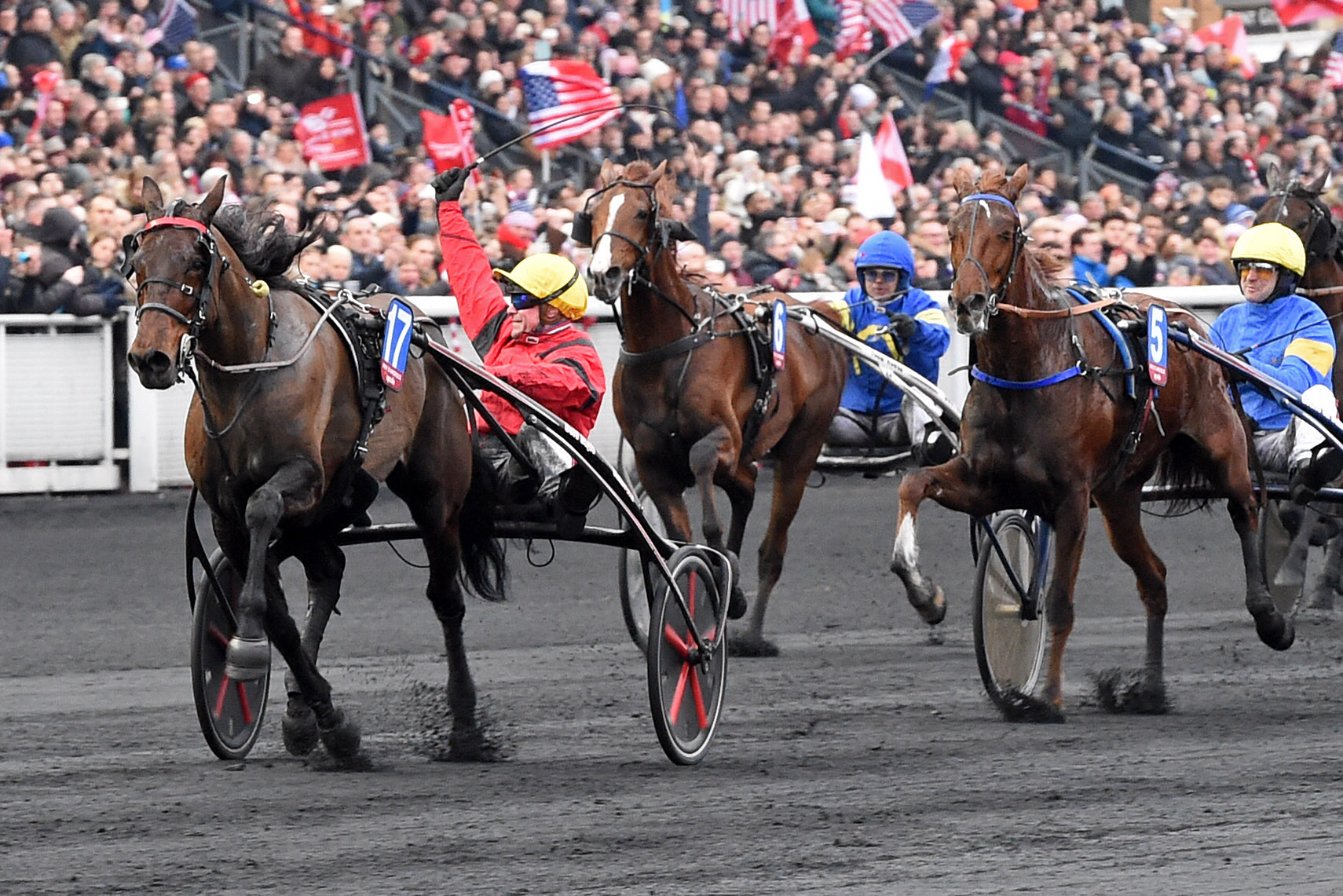
Arrivée du Prix d'Amérique 2017.

En juin 2016, Bold Eagle fait une rentrée victorieuse dans le Prix Louis Jariel, en prélude à une nouvelle victoire de groupe 1 face aux chevaux d'âge dans le Prix René Ballière, où il domine très facilement la Suédoise Your Highness, qui venait d'aligner trois victoires de groupe 1 en Scandinavie. À cette occasion, il est drivé par Éric Raffin, en remplacement de Franck Nivard, sous le coup d'une suspension. Il poursuit sa moisson de victoires avec le Prix Jockey, préparatoire au Critérium des 5 ans dans lequel il s'impose sans coup férir. Il ajoute ensuite un nouveau classique à son palmarès avec le Championnat européen des 5 ans. Bold Eagle entame son meeting d'hiver 2016-17 par une courte défaite, battu à la lutte par son cadet d'origine italienne Traders, dans le Prix Marcel Laurent, couru dans un chrono remarquable qui lui permet d'abaisser son record à 1'10"1. Mais il retrouve le chemin du succès dans les deux préparatoires au Prix d'Amérique, les Prix du Bourbonnais et de Bourgogne, dans lequel il devance Timoko. L'un et l'autre se retrouvent au départ du Prix d'Amérique 2017, Bold Eagle s'élançant avec le statut de grand favori. Hésitant au départ, le champion de Pierre Pilarski se retrouve un peu éloigné de la tête de course et de Timoko qui, ne visant que la victoire, joue son va-tout en contrant toutes les attaques pour mener seul la danse. Mené avec sang-froid et patience par Franck Nivard, Bold Eagle prend le sillage de la jument Bélina Josselyn dans la montée, et tous deux déposent Timoko à l'entrée de la ligne droite. La suite n'est qu'une formalité, Bold Eagle sort du dos de Bélina Josselyn dans la ligne droite et s'en va conquérir une deuxième fois l'Amérique, battant son propre record en 1'11"2, Bélina Josselyn gardant l'accessit d'honneur devant Lionel, auteur d'une bonne fin de course, Timoko terminant loin. Quinze jours plus tard, il devance Timoko pour réaliser pour la deuxième fois le doublé Prix d'Amérique/Prix de France, un exploit qui n'avait plus été réalisé depuis Ourasi qui lui avait réalisé le triplé en 1986, 1987 et 1988. Le 26 février, il ajoute une nouvelle ligne à sa légende naissante en remportant le Prix de Paris : ce faisant il imite Jamin, Gélinotte et Bellino II qui, en 1976, fut le dernier cheval à conquérir la Triple Couronne de Vincennes - Prix d'Amérique, de France, de Paris.

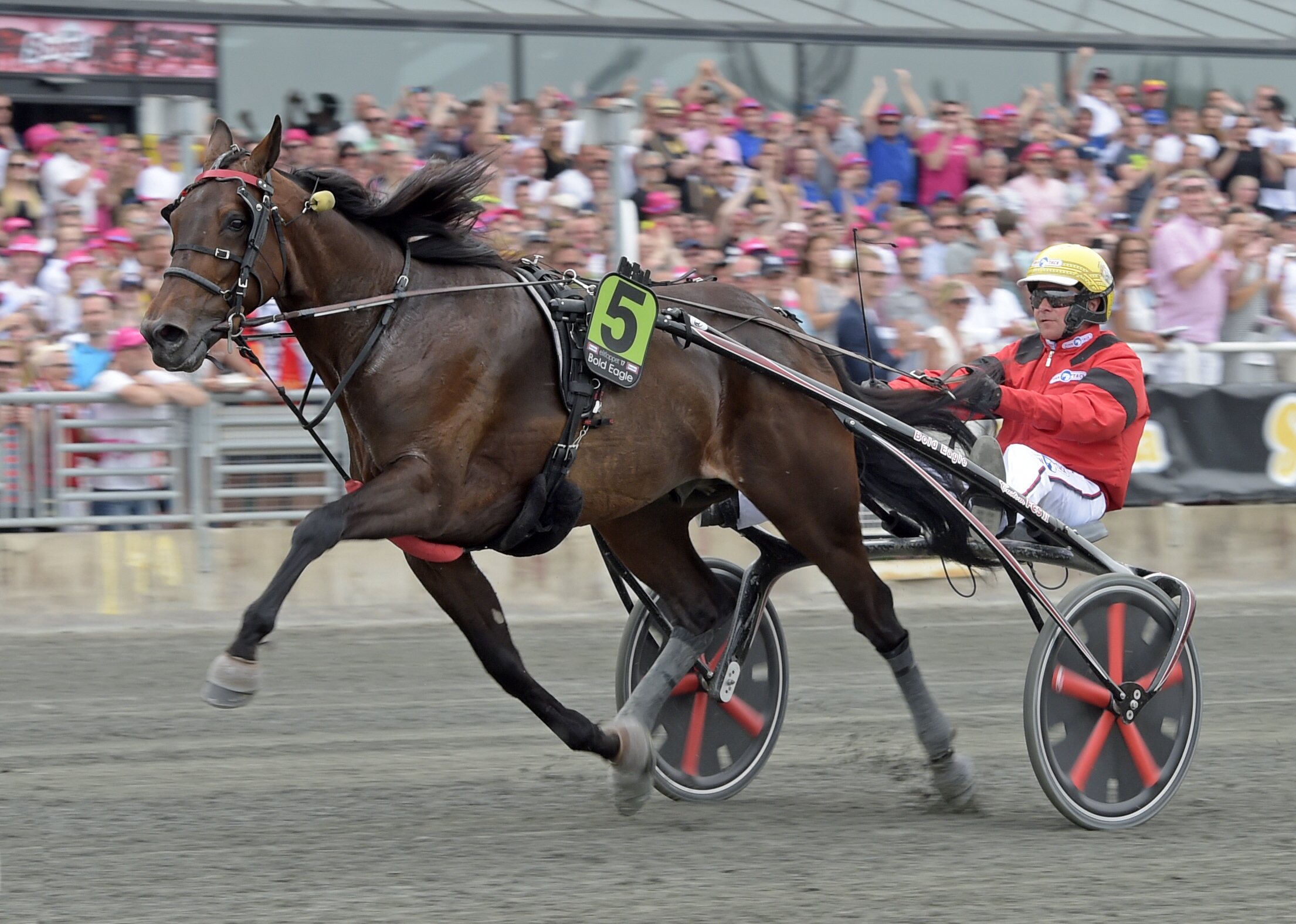
Bold Eagle lors de l'Elitloppet 2017

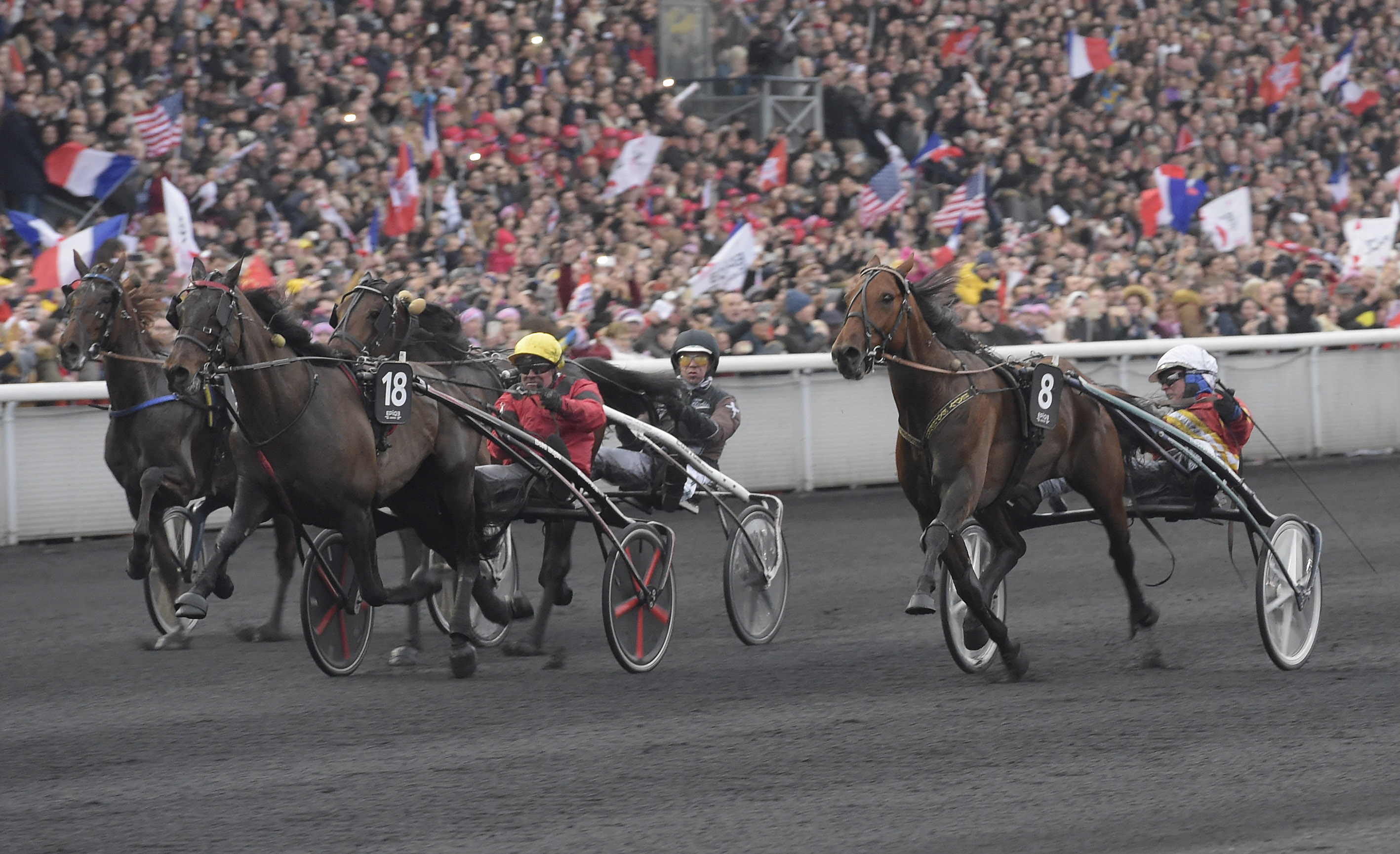
Arrivée du Prix d'Amérique 2018

Deux mois après son triomphe à Vincennes, Bold Eagle fait sa rentrée dans le Prix de l'Atlantique, qu'il remporte sans la moindre émotion, montrant qu'il est prêt pour l'un de ses grands objectifs de l'année, l'Elitloppet à Solvalla, l'épreuve reine des courses suédoises. Sa première apparition en terre scandinave est fracassante : le champion survole sa batterie qualificative en pulvérisant le record d'Europe : 1'08"4, devenant ainsi le premier cheval français à descendre sous la barre des 1'09. Pourtant, dans la finale, il ne termine que quatrième et doit s'incliner devant son vieux rival Timoko, qui à la surprise générale remporte pour la deuxième fois l'Elitloppet. Cette défaite inattendue n'entame pas le moral du cheval, qui en appelle un mois plus tard en ajoutant très facilement un deuxième Prix René Ballière à son palmarès, puis le Grand Prix de Wallonie, mais doit s'avouer vaincu dans le Prix d'Été, ferré sur une piste alourdie, face au champion hongre Aubrion du Gers. À l'orée du meeting d'hiver 2017/2018, Bold Eagle doit renoncer à faire sa rentrée dans le Prix de Bretagne en raison d'un abcès au pied, mais se présente au départ des Prix du Bourbonnais, où Bird Parker lui barre à son tour le chemin du succès, puis de Bourgogne, où il s'incline face à Propulsion, enchaînant pour la première fois de sa carrière une troisième course sans victoire, et enfin de Belgique où il termine une nouvelle fois deuxième de Bird Parker, devant le prodige suédois Readly Express, qui fait grosse impression. Cette série de (relatives) défaites montre que Bold Eagle n'a pas cet hiver la marge sur ses concurrents qu'il avait les années précédentes, ayant désormais besoin d'un parcours parfait pour vaincre. Il s'élance tout de même favori du Prix d'Amérique, mais la course semble cette fois très ouverte, Propulsion et surtout Readly Express semblant décidés à lui ravir la couronne. Et c'est bien ce qu'il va se passer, dans une course où le champion, à l'issue d'un parcours sur mesure, prend le dos de Readly Express, déboîte à l'entrée de la ligne droite, prend l'avantage un court instant mais se relâche légèrement s'incline face à son cadet, Propulsion terminant troisième. Quinze jours plus tard, l'infernale série se poursuit pour Bold Eagle dans le Prix de France, qui prend un sixième accessit d'honneur d'affilée, battu cette fois, du minimum, par Bélina Josselyn, sa dauphine dans le Prix d'Amérique 2017.
Bold Eagle retrouve le chemin du succès en mars 2018 dans le Grand Critérium de vitesse de la Côte d'Azur, égalant le record de France de Commander Crowe en 1'08"9, puis enchaîne par un doublé dans le Prix de l'Atlantique, où il prend une revanche sur Bélina Josselyn et Bird Parker. En mai, le cheval tente à nouveau sa chance dans l'Elitloppet, pour effacer la déconvenue de l'an dernier. Readly Express ayant décliné la lutte, Bold Eagle fait figure de grand favori face à Propulsion et au rapide Italien Ringostarr Treb. Mais l'avant-course tourne au cauchemar pour le champion : le départ est retardé plusieurs fois, donné, puis repris, tandis que le cheval monte en pression durant de longues minutes. Lorsque les chevaux finissent par s'élancer, Bold Eagle prend un très bon départ mais, très énervé, commet à la faute dans le premier tournant, connaissant une nouvelle désillusion dans l'épreuve-reine des courses suédoises. Cependant, il rassure un mois plus tard à Vincennes en s'adjugeant un troisième Prix René Ballière, renouant avec un succès qui le fuyait depuis un an sur la cendrée parisienne, depuis justement le René Ballière 2017. Dans la foulée, il termine l'été par une victoire dans un groupe 2 disputé à La Capelle.
En guise de préparation au meeting d'hiver 2018-2019, Bold Eagle effectue une rentrée provinciale et victorieuse dans le Grand Prix du Centre-Est (Gr.3) à Feurs, fin octobre. Mais sa préparation au Prix d'Amérique n'est pas des plus rassurantes : après une quatrième place dans le Prix de Bretagne. Son entourage décide de le déféré des 4 pour la première fois cependant il termine sixième du Prix du Bourbonnais, son plus mauvais classement à l'arrivée depuis avril 2015. Mais dans le Prix de Bourgogne, il renoue avec la victoire en devançant Readly Express, qui faisait quant à lui sa première apparition du meeting. Dans l'Amérique, dont pour la première fois en quatre ans il ne s'élance pas dans la peau du favori (légèrement devancé par Bélina Josselyn), Bold Eagle ne parvient pas à prendre un bon départ, et se trouve éloigné de la tête tout au long du parcours. Il ne peut terminer qu'à la sixième place, en finissant bien, mais loin derrière Bélina Josselyn qui se couvre de gloire. Quinze jours plus tard, il espère prendre une revanche dans le Prix de France, sur un parcours qu'il affectionne particulièrement, mais alors que Bélina Josselyn disparaît sur une incartade, il voit Readly Express s'imposer et doit se contenter de la troisième place. Cette baisse de régime se confirme et prend un tour inquiétant à Cagnes-sur-Mer, où non seulement Bold Eagle abandonne à Readly Express son titre dans le Grand Critérium de vitesse de la Côte d'Azur, mais surtout semble en perdition. Dans la foulée, son entourage évoque même l'hypothèse d'une fin de carrière, avant de se raviser quelques jours plus tard. Bold Eagle retrouve finalement la compétition deux mois plus tard, avec un nouveau partenaire attitré au sulky, le Suédois Björn Goop, qui remplace un Franck Nivard dont les propriétaires estiment que "la complicité avec le cheval est devenue trop fusionnelle". Il rassure ses admirateurs en prenant une bonne deuxième place dans le Prix des Ducs de Normandie, derrière l'intouchable Aubrion du Gers. Puis, fin juin, il confirme son grand retour en haut de l'affiche en triomphant pour la quatrième fois dans le Prix René Ballière, fait unique dans l'histoire de cette épreuve. En revanche, il échoue à conserver son titre dans le Prix de la Communauté de Communes de La Thiérache sur le mile de La Capelle, terminant seulement quatrième, mais s'offre un second Grand Prix de Wallonie quelques semaines plus tard, en prélude à une troisième place derrière Propulsion dans le Prix d'Été, qui sert de finale des UET Trotting Masters. Le dernier défi de Bold Eagle avant le meeting d'hiver est de taille : affronter les meilleurs trotteurs américains sur leur terrain, à l'occasion de la Breeders' Crown qui se déroule cette année sur l'hippodrome de Woodbine, au Canada. Nanti du numéro 1 à la corde, et associé au crack-driver américain Brian Sears, le protégé de Sébastien Guarato doit en découdre avec les meilleurs chevaux d'âge du continent, Six Pack, Marion Marauder et autres Atlanta (Hambletonian 2018). Cette première sortie américaine ne sera qu'une formalité, Bold Eagle contrôlant aisément la course pour s'imposer en 1'09"6, en toute quiétude. Cette victoire de prestige lui permet d'empocher un joli chèque (environ 215 000 €).
Bold Eagle entame son meeting d'hiver à Vincennes dans le Prix du Bourbonnais, où il prend la deuxième place avec son nouveau pilote Éric Raffin, qui supplée Björn Goop désormais associé à son compagnon d'écurie, le jeune crack Face Time Bourbon. Cinquième ensuite du Prix de Bourgogne, il prend part à son cinquième Prix d'Amérique sans la pression de faire partie des favoris. Malgré une belle attitude durant le parcours, il rentre dans l'anonymat du peloton lorsque le sprint est lancé, et assiste de loin à la victoire de son cadet Face Time Bourbon, comme un passage de témoin avec celui qui semble promis à prendre sa relève. Avec l'âge, Bold Eagle ne semble plus en mesure de briller sur les 2 700 mètres de la grande piste, et son programme est orienté vers les épreuves de vitesse. Dans le Prix de France, il figure honorablement, à la sixième place. Au repos forcé durant l'arrêt des courses à la suite de la crise du Covid-19, il fait son retour à la compétition dès la reprise, le 13 mai, en s'octroyant une encourageante troisième place dans le Prix des Ducs de Normandie. En juin, il tente une insensée passe de cinq dans le Prix René Ballière, au moment où son entourage détaille le programme du champion pour sa dernière saison de compétition, programme tributaire de la crise sanitaire due à la pandémie de Covid-19. Quoi qu'il en soit, le René Ballière constitue sa dernière apparition sur la cendrée de Vincennes. Ce seront des adieux teintés de tristesse, selon les mots de Sébastien Guarato, soldés par une anonyme septième place loin de la jeunesse triomphante de Face Time Bourbon, qui l'emporte en un temps record (1'09"4), le tout dans une cathédrale du trot sonnant creux à l'heure de la pandémie et du huis clos forcé - Bold Eagle aura été privé d'adieux parisiens à la hauteur de sa carrière et de sa popularité. Mais son tour d'honneur final prend un meilleur visage avec une bonne troisième place à La Capelle, dans le Prix de la Communauté de communes de la Thiérache. Et c'est sur l'hippodrome de Mons, en Belgique, que le champion fait ses adieux définitifs à la compétition, après que l'éventualité d'un nouveau déplacement en Amérique du Nord a été écartée en raison des conditions sanitaires. Pour cette der des der, qui a pour cadre un Grand Prix de Wallonie disputé à huis clos, c'est son lad Hugues Monthulé qui a le privilège de s'assoir à son sulky, et Bold Eagle termine quatrième, laissant pour une poignée de dollars son vieux compère Timoko conserver son titre de trotteur français le plus riche de l'histoire, et ne pouvant que regarder son successeur Face Time Bourbon l'emporter comme à la parade. Ainsi s'achève la carrière de Bold Eagle qui, au cours des années 2010, aura remporté 46 courses, amassé cinq millions d'euros, glané 21 groupe 1, et conquis une place de choix au panthéon des courses hippiques. 

### Palmarès
France

#### Groupe 1
- Prix d’Amérique (2016, 2017)
- Prix de France (2016, 2017)
- Prix de Paris (2017)
- Prix René Ballière (2016, 2017, 2018, 2019)
- Prix de l'Atlantique (2017, 2018)
- Critérium des 3 ans (2014)
- Prix de Sélection (2015)
- Critérium continental (2015)
- Critérium des 5 ans (2016)
- Grand Critérium de vitesse de la Côte d'Azur (2018)
- 2e Prix de Paris (2016)
- 2e Prix d’Amérique (2018)
- 2e Prix de France (2018)
- 3e Prix de France (2019)

#### Groupe 2
- Prix Victor Régis (2014)
- Prix Abel Bassigny (2014)
- Prix Jacques de Vaulogé (2014)
- Prix Charles Tiercelin (2015)
- Prix Phaéton (2015)
- Prix Jules Thibault (2015)
- Prix Octave Douesnel (2015)
- Prix de Belgique (2016)
- Prix Louis Jariel (2016)
- Prix Jockey (2016)
- Prix du Bourbonnais (2016)
- Prix de Bourgogne (2017, 2019)
- Prix de la Communauté de communes de la Thiérache (2018)
- 2e Prix Marcel Laurent (2016)
- 2e Prix d'Été (2017)
- 2e Prix du Bourbonnais (2017, 2019)
- 2e Prix de Bourgogne (2018)
- 2e Prix de Belgique (2018)
- 2e Prix des Ducs de Normandie (2019)
- 3e Prix des Ducs de Normandie (2020)
- 3e Prix de la Communauté de communes de la Thiérache (2020)

 Belgique
- Grand Prix de Wallonie (Gr.1, 2017, 2019)

 Suède
- 4e Elitloppet (2017)

 Canada
- Breeders' Crown (2019)

 Union européenne
- Grand Prix de l'UET (Gr.1, 2015)
- Championnat européen des 5 ans (Gr.1, 2016)
- 3e Finale UET Trotting Masters (2019)

## Au haras
Bold Eagle entame sa première saison de monte dès 2015. Ses services sont proposés à 15 000 €, puis 20 000 € en 2019. En janvier 2019, sa fille Green Grass, issue de sa première génération, lui apporte un premier succès au niveau semi-classique en remportant le Prix Gélinotte, puis au niveau groupe 1 dans le Critérium des Jeunes. En Suède, c'est son fils Aetos Kronos 1'09 qui s'affirme comme l'un des meilleurs de sa génération, s'adjugeant notamment le Jubileumspokalen en 2021. Né en 2019, Jushua Tree s'affirme quant à lui en 2023 en remportant le Critérium Continental.

## Origines
Bold Eagle ressort de la deuxième génération des produits du grand crack Ready Cash, double lauréat du Prix d'Amérique, qui s'est avéré très vite comme un étalon exceptionnel : pour s'en tenir à cette seule génération née en 2011, il est aussi le père de Bird Parker (Prix de Vincennes, Critérium des 4 ans) ou Brillantissime (Grand Prix Continental, 2e du Critérium des 3 ans).
Si sa mère n'a guère brillé en course, elle s'avère une remarquable poulinière, puisqu'elle revendique Cash and Go 1'12, le propre frère de Bold Eagle, qui s'est illustré au niveau semi-classique (Prix Doynel de Saint-Quentin, 2e du Prix Albert Demarcq, 3e du Prix Jockey). Les origines de Bold Eagle font ressortir les meilleurs croisements franco-américains qui ont profondément bouleversé et amélioré l'élevage français dans les années 1990 notamment sous l'impulsion de Jean-Pierre Dubois. Il a pour père de mère l'un des tout meilleurs étalons européens Love You, et on retrouve dans son pedigree d'autres noms très influents comme Coktail Jet, Viking's Way ou l'Américain des Haras Nationaux Workaholic, dont on remarque un inbreeding 4 × 3. Enfin, on note que sa quatrième mère, Perle du Corta, est la sœur de la grande championne du monté Reine du Corta.
| Origines de Bold Eagle, mâle, bai. | Origines de Bold Eagle, mâle, bai. | Origines de Bold Eagle, mâle, bai. | Origines de Bold Eagle, mâle, bai. |
| ---------------------------------- | ---------------------------------- | ---------------------------------- | ---------------------------------- |
| Père Ready Cash                    | Indy de Vive                       | Viking's Way                       | Mickey Viking                      |
| Père Ready Cash                    | Indy de Vive                       | Viking's Way                       | Josubie                            |
| Père Ready Cash                    | Indy de Vive                       | Tekiflore                          | Képi Vert                          |
| Père Ready Cash                    | Indy de Vive                       | Tekiflore                          | Morgaflore                         |
| Père Ready Cash                    | Kidea                              | Extreme Dream                      | Quito de Talonay                   |
| Père Ready Cash                    | Kidea                              | Extreme Dream                      | Tahitienne                         |
| Père Ready Cash                    | Kidea                              | Docéanide du Lilas                 | Workaholic                         |
| Père Ready Cash                    | Kidea                              | Docéanide du Lilas                 | Océanide                           |
| Mère Reethi Rah Jet                | Love You                           | Coktail Jet                        | Quouky Williams                    |
| Mère Reethi Rah Jet                | Love You                           | Coktail Jet                        | Armbro Glamour                     |
| Mère Reethi Rah Jet                | Love You                           | Guilty of Love                     | And Arifant                        |
| Mère Reethi Rah Jet                | Love You                           | Guilty of Love                     | Amour d'Aunou                      |
| Mère Reethi Rah Jet                | Hippodamia                         | Workaholic                         | Speedy Crown                       |
| Mère Reethi Rah Jet                | Hippodamia                         | Workaholic                         | Ah So                              |
| Mère Reethi Rah Jet                | Hippodamia                         | April Pearl                        | Passionnant                        |
| Mère Reethi Rah Jet                | Hippodamia                         | April Pearl                        | Perle du Corta                     |